# État paranormal
État paranormal (Paranormal State) est une émission de télévision documentaire américaine en 64 épisodes de 25 minutes, diffusée entre le 10 décembre 2007 et le 2 mai 2011 sur A&E.
En France, la série a été diffusée la première fois sur Planète No Limit puis a été rediffusée le 26 novembre 2022 et le lundi 24 avril 2023 sur CSTAR.

## Épisodes
SAISON 1
- n°1 : S01E01 - Sixième Sens -  un jeune garçon du nom de Mattieu, qui est en communication avec l'esprit du nom de Timmy.
- n°2 : S01E02 - Le Nom - La SRP se rend à Elizabethtown, Pennsylvanie pour aider une femme dans une maison qui a été autrefois le lieu de meurtres brutaux.
- n°3 : S01E03 - Le Diable à Syracuse -
- n°4 :S01E04 - Dark man- La SRP est appelé pour aider une femme qui croit que l'esprit de son fils est retenu prisonnier par un esprit.
- n°5 : maison ancien cabinet médical hantée par Alfred et Emma
- n°6 : maison hantée par Merry, avec la propriétaire qui, abusant des EVP qui la fascinent, attire des phénomènes dangereux
- n°7 : bar hanté par Charlie
- n°8 : immeuble ancienne école hanté par des enfants
- n°11 : piano (antiquité) hanté par un possible esprit malin
- n°12 : Savannah, jeune médium, voit l'esprit d'Emily, assassinée, ayant trouvé du réconfort auprès d'elle

SAISON 2
1 - Une maison hantée en Pennsylvanie 